# Live & Rare Volume 1
Live & Rare Volume 1 è un album raccolta della band statunitense Quiet Riot pubblicato il 23 marzo 2005 per l'Etichetta discografica Demolition Records.

## Il Disco
Molti appassionati di heavy metal concorderanno col dire che il periodo di maggior successo dei Quiet Riot sorse attorno al 1983/84 quando venivano trasmessi senza sosta sull'emittente di MTV e che "Metal Health" e "Condition Critical" furono una vera e propria perla per quanto riguarda l'heavy metal anni ottanta. Inevitabile quindi è l'uscita di questa raccolta nel 2005, che racchiude molti brani contenuti nei due album già citati e riproposti in versione live, ma anche alcune inedite in studio, come "Danger Zone"  (presente anche nel remaster di Metal Health) e "Gonna Have a Riot" (scritta da DuBrow e Randy Rhoads), un brano che la band suonava appunto nell'epoca Rhoads e che viene registrato per la prima volta in questa versione live. Per finire, viene riproposto un trio di brani che componevano "Metal Health" in versione demo. Un album per ricordare il periodo di maggior successo di un gruppo che fece la storia dell'heavy metal, prima di cadere in una crisi durata non pochi anni.

## Tracce
1. Let's Get Crazy – 6:35 (DuBrow)
2. Condition Critical – 5:21 (Banali, Cavazo, DuBrow)
3. Run for Cover – 3:34 (Cavazo, DuBrow)
4. Swinging Lumber – 5:54 (Banali)
5. Winners Take All – 6:22 (DuBrow, Rhoads)
6. Cum on Feel the Noize – 6:58 (Holder, Lea) – Slade cover
7. Metal Health – 6:50 (Banali, Cavazo, Cavazo, DuBrow)
8. Danger Zone – 4:17 (DuBrow)
9. Gonna Have a Riot – 3:09 (DuBrow, Rhoads)
10. Thunderbird – 4:42 (DuBrow) – Versione demo originale
11. Love's a Bitch – 4:03 (DuBrow) – Versione demo originale
12. Let's Get Crazy – 3:56 (DuBrow)

## Lineup
- Kevin DuBrow - Voce
- Carlos Cavazo - Chitarra
- Rudy Sarzo - Basso
- Frankie Banali - Batteria

### Altri musicisti
- Bob Steffan - Chitarra
- Chuck Wright - Cori